# Karl Wilhelm Steinhorst
Karl Wilhelm Steinhorst (* 6. November 1910 in Gelsenkirchen-Buer; † 17. Mai 1961 ebenda) war ein deutscher Politiker und NSDAP-Kreisleiter.

## Leben

### Herkunft und Familie
Karl Wilhelm Steinhorst wurde als Sohn des Bergmanns Karl Steinhorst geboren. Am 5. Dezember 1937 schloss er die Ehe mit Else Hartwig. Drei Kinder sind aus der Ehe hervorgegangen.

### Beruflicher Werdegang
Nach Abschluss der Volksschule machte er an der  Aufbauschule Recklinghausen im Jahre 1932 das Abitur und war anschließend bis 1933 als Bergmann tätig.
Ab 1930 war Steinhorst im NS-Schülerbund organisiert und ab dem 1. März 1932 Mitglied der NSDAP in der Ortsgruppe Buer. Ebenfalls 1932 trat er in die SA ein und war hier zuletzt Sturmführer.
Nach einem Volontariat bei der Nationalzeitung Essen im Jahre 1933 wurde er ein Jahr später hier Schriftleiter und anschließend  hauptamtlicher Gauhauptstellenleiter für Presse und  Propaganda bei der  NSV-Gauamtsleitung in Münster; ab dem 1. Januar 1937 war er  hier Kreispropagandaleiter.
Am 25. August 1939 wurde er zur Wehrmacht eingezogen und war bei den Besatzungstruppen in Frankreich. Am ersten Tag des  Russlandfeldzuges verlor er einen Arm. Nach seiner Genesung war er auf eigenen Wunsch weiter im Einsatz als Adjutant in einem Ersatz-Bataillon. Ende 1942 wurde er  Führer einer Marschkompanie und war in Afrika eingesetzt. Ab dem 15. März 1943 war Steinhorst freigestellt und am 8. Juni 1943 als Oberleutnant aus der Wehrmacht entlassen.
Vom 1. Juli 1943 bis Ende 1944 war er vertretungsweise Kreisleiter in Paderborn und vom 5. Januar 1945 bis Kriegsende vertretungsweise Kreisleiter in Borken-Bocholt.
Ab Mai 1945 lebte er  unter dem Falschnamen Karl-Erich Berndt  in Uchte (Kreis Nienburg), während seine Frau unter ihrem richtigen Namen im nahegelegenen Sulingen  lebte. Er fand  Arbeit bei einer  Kartenstelle und war von 1948 bis 1951 Firmenvertreter für Liköre.
Am 1. August 1950 wurde Steinhorst in Nienburg verhaftet und kam wegen  des Verdachts auf Totschlag in die Untersuchungshaft im Landgerichtsgefängnis Münster. Nach der Anklage soll er am 23. bzw. 24. März 1945 zwischen Bocholt und Borken zwei Volkssturmleute erschossen haben. Vom Schwurgericht wurde er am 18. Mai 1951 freigesprochen, weil möglicherweise Notwehr vorlag. Die Revision der Staatsanwaltschaft Münster wurde vom 4. Strafsenat des Bundesgerichtshofes am 6. März 1952 verworfen.
Steinhorst war als Handelsvertreter im Wandergewerbe tätig und hielt 1952 in Sulingen Kontakte zur rechtsradikalen  SRP. 1955 verzog er nach Krefeld.